# Roestbuiktapaculo
De roestbuiktapaculo (Liosceles thoracicus) is een zangvogel uit de familie Rhinocryptidae (tapaculo's).

## Verspreiding en leefgebied
Deze soort komt voor in het westelijke deel van het Amazonegebied en telt drie ondersoorten:
- L. t. dugandi: zuidoostelijk Colombia en westelijk Brazilië.
- L. t. erithacus: oostelijk Ecuador en oostelijk Peru.
- L. t. thoracicus: zuidoostelijk Peru en amazonisch zuidwestelijk Brazilië.

## Status
De grootte van de populatie is niet gekwantificeerd maar de soort wordt omschreven als schaars tot plaatselijk vrij algemeen. Op de Rode lijst van de IUCN heeft deze soort de status niet bedreigd.

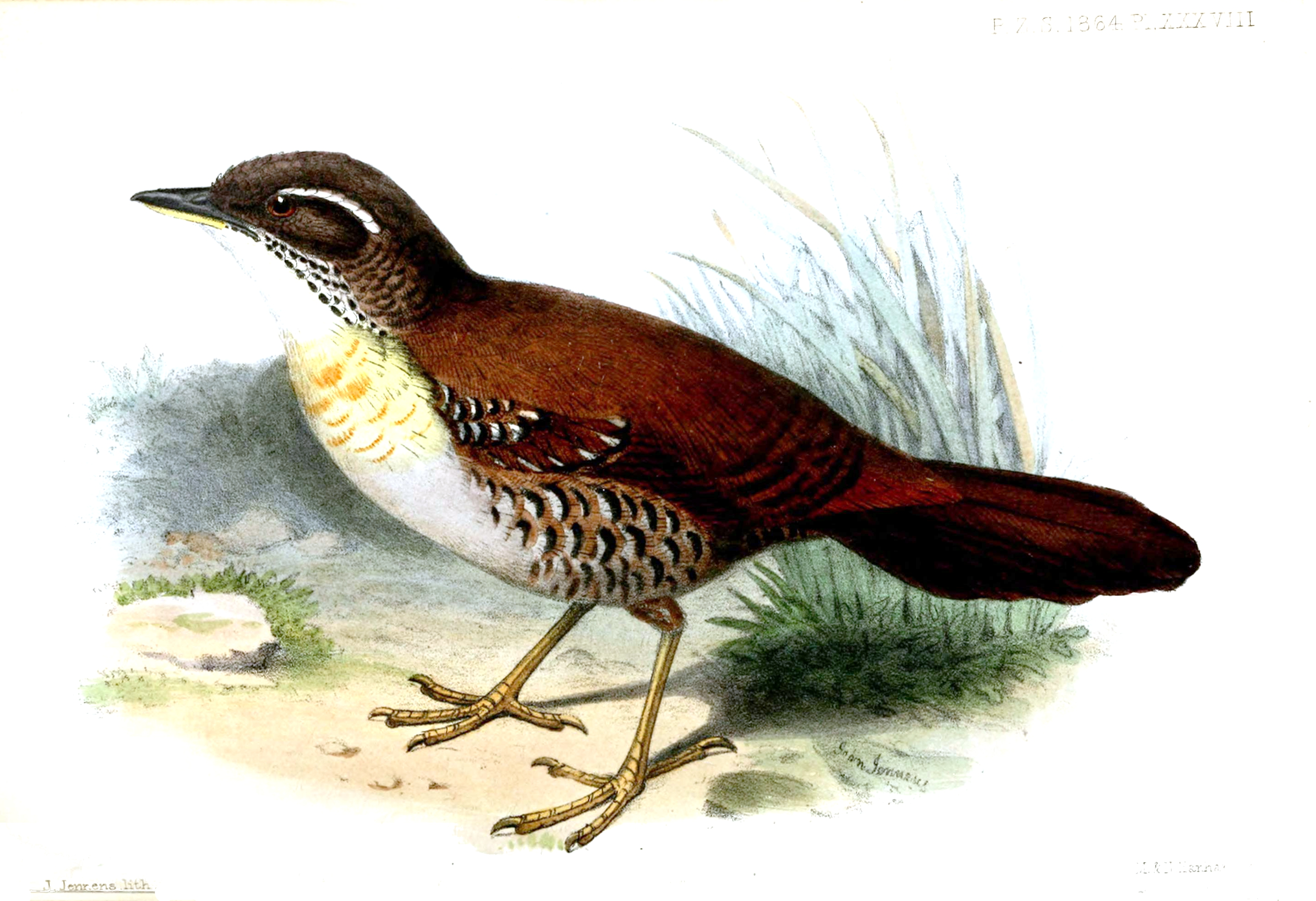